# Acuario Vasco de Gama

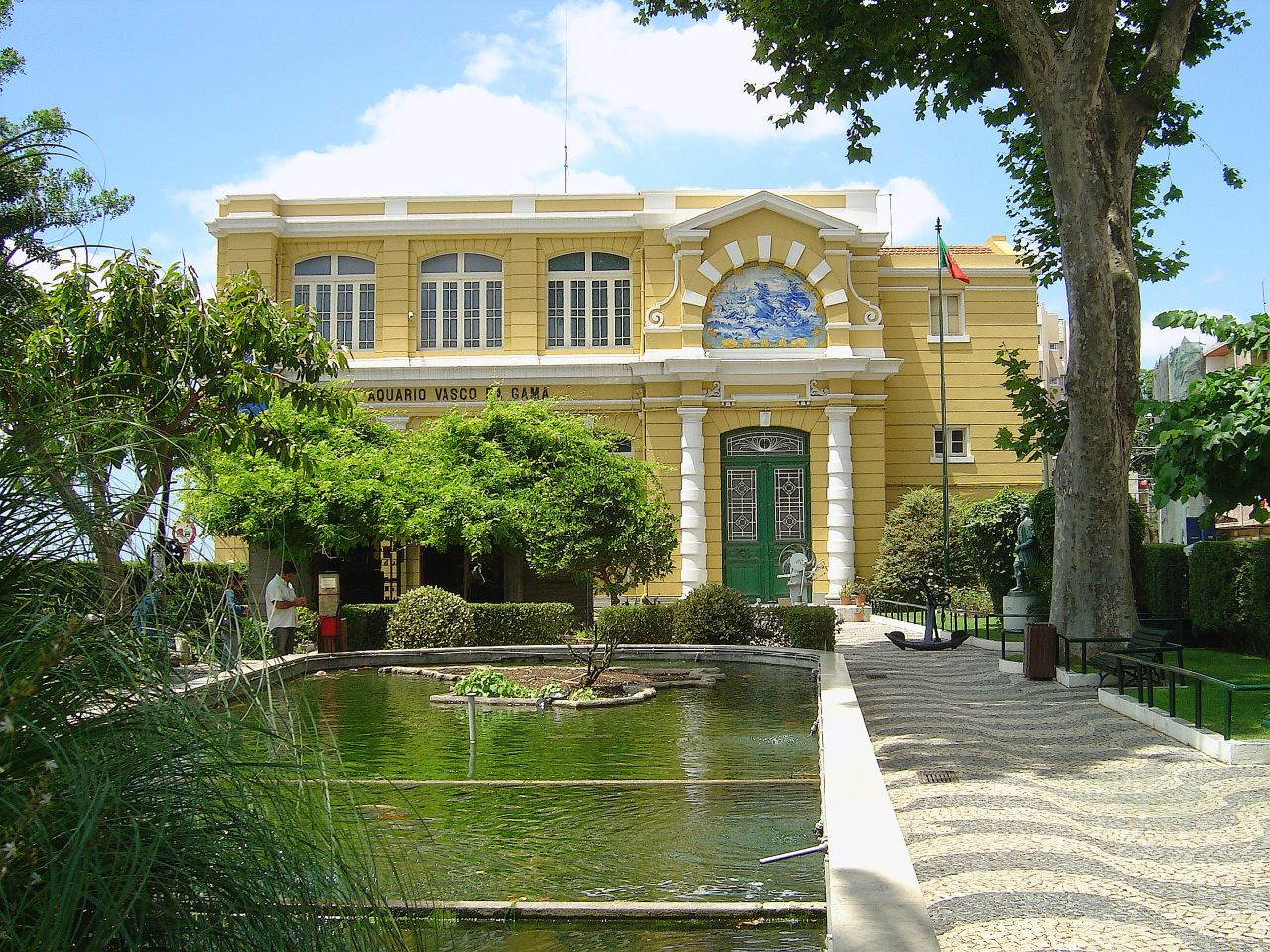
Acuario Vasco de Gama, Lisboa.

El Acuario Vasco de Gama se localiza en Dafundo, parroquia de Cruz Quebrada - Dafundo, municipio de Oeiras, Distrito de Lisboa, en Portugal.

## Historia
El proyecto fue concebido en el contexto de las conmemoraciones del "IV aniversario de la partida de Vasco de Gama, para el descubrimiento de la ruta marítima para la India", con el apoyo de Carlos I de Portugal, pionero de la oceanografía en el país.
El terreno donde fue construido fue cedido por el Ministerio de Obras Públicas y los trabajos, bajo la responsabilidad de la Comisión Ejecutiva del Cuarto Centenario del Descubrimiento de la Ruta Marítima para la India, tuvieron la orientación del científico Albert Girard.
Fue inaugurado el 21 de mayo de 1898, con la presencia del soberano y tenía expuestas, aparte de las especies que pasaría a exhibir normalmente, las colecciones zoológicas reunidas durante las campañas oceanográficas que el monarca emprendería a bordo del yate real "D. Amélia".
Inicialmente contaba apenas con un pavimento, siendo aumentado una segunda vez en 1916, cuando se benefició de grandes remodelaciones.
Cuando terminaron las conmemoraciones, el Acuario pasó a manos del Estado portugués, que a su vez entregó su administración y exploración a la Sociedad Portuguesa de Geografía. Por falta de recursos, hasta 1901, el Acuario estuvo prácticamente sin orientación técnica, llegando a estropearse. A partir de esa fecha el Gobierno lo entregó al Ministerio de la Marina, nombrando como Director a un destacado periodista, Armando Silva, que tenía gran interés por las ciencias naturales.
A pesar del esfuerzo emprendido para la recuperación del Acuario, la relación de Armando Silva con el Gobierno se rompió, siendo sustituido por otro periodista, Francisco Machado Vieira. En 1908, la Sociedad Portuguesa de Ciencias Naturales, se instaló en el Acuario, bajo la dirección del profesor Almeida Lima.
Una de sus principales atracciones es un ejemplar de calamar gigante, con 8 metros de longitud.